# Walter Guimarães
Wálter de Britto Guimarães, mais conhecido por Waldyr (Rio de Janeiro, 21 de março de 1912 — Rio de Janeiro 21 de fevereiro de 1979), foi um futebolista brasileiro que atuou como meia.

## Carreira
Waldyr jogou pelo Botafogo na década de 1930 e foi convocado para a Seleção Brasileira de Futebol, onde fez 6 jogos. Waldyr disputou, pelo Brasil, a Copa do Mundo de 1934, na Itália.

## Títulos
Botafogo
- Campeonato Carioca: 1933 e 1934